# Вольное (Новониколаевский район)
Вольное (укр. Вільне) — село,
Новоиванковский сельский совет,
Новониколаевский район,
Запорожская область,
Украина.
Код КОАТУУ — 2323683503. Население по переписи 2001 года составляло 49 человек.

## Географическое положение
Село Вольное находится у одного из истоков реки Любашевка,
на расстоянии в 0,5 км от села Новоиванковка.